# High on Life (пісня)
High on Life — пісня голландського діджея Мартіна Гаррікса.Прогресив-хаус—балада за участю шведського автора пісень і вокаліста Крістоффера «Бонна» Фогельмарка була випущена на його лейблі Stmpd Rcrds,який має ексклюзивну ліцензію на сублейбл Sony Music,Epic Amsterdam.В створенні пісні брали участь постійні співробітники Гаррікса,Матусс і Садко,Альбін Недлер і відомий продюсер Джорджіо Туінфорт,який створив декілька пісень з Гарріксом.
Американська радіостанція WXHT використовує семпли та інтерполює пісню у своїх погодинних ідентифікаторах станцій.

## Фон
Лейбл Гаррікса оголосив через Twitter, що пісня буде доступна для випуску «в той момент, коли (Гаррікс) зіграє її на #Tomorrowland» під час свого хедлайнерського заключного виступу. Її прем'єра відбулася на музичному фестивалі Tomorrowland у 2018 році в Бельгії,як заключна пісня 29 липня 2018 року.Її також виставили опівночі того ж дня.
«High on Life» — одна з двох пісень, анонсованих Гарріксом для випуску після його останнього синглу « Ocean » з Халідом,інша — співпраця з Джастіном Майло,яка вийшла у вересні.
У музичному співвідношенні цю пісню порівнюють з попередніми синглами Гаррікса,такими як :«Dragon», «Lions in the Wild» і «Forever», як «енергійний і сповнений емоцій прогресив-хаус-трек».Пісню відзначають як «повернення до його витоків»,у зв’язку зі звичайним перехресним музичним стилем поп-музики Гаррікса,і його великим кімнатним і прогресивним хаусом.
Весела літня пісня є «фестивальною мелодією,яка надихає на синтезатор»,її порівнюють зі стилем пізнього шведського ді-джея Avicii, який працював з Гарріксом над піснею « Waiting for Love ».

## Музичне відео
Також було опубліковано музичне відео на пісню, яке містить уривки з виступу Гаррікса Tomorrowland, який демонструє «найстандартніше та видовищне обличчя Tomorrowland».Його опублікували на YouTube і потокових платформах через п’ять хвилин після закінчення виступу в Tomorrowland.

## Персонал
Титри адаптовані з Tidal.
- Мартійн Гаррітсен – продюсування, композитор, автор пісень, виконавець
- Matisse & Sadko — продакт
- Крістоффер Фогельмарк – композитор, автор пісень, вокал
- Альбін Недлер – композитор, автор пісень, бек-вокал
- Джорджіо Туінфорт – композитор, автор пісень

## Діаграми
| Chart (2018)                                 | Peak position |
| -------------------------------------------- | ------------- |
| Australia (ARIA)                             | 59            |
| Австрія (Ö3 Austria Top 75)                  | 52            |
| Бельгія (Ultratip Flanders)                  | 1             |
| Belgium Dance (Ultratop Flanders)            | 19            |
| Бельгія (Ultratip Wallonia)                  | 1             |
| Belgium Dance (Ultratop Wallonia)            | 16            |
| Канада (Canadian Hot 100)                    | 82            |
| Croatia (HRT)                                | 89            |
| Чехія (IFPI)                                 | 56            |
| Чехія (Singles Digitál Top 100)              | 37            |
| Франція (SNEP)                               | 131           |
| Німеччина (Media Control AG)                 | 66            |
| Угорщина (Single Top 40)                     | 31            |
| Угорщина (Stream Top 40)                     | 38            |
| Ireland (IRMA)                               | 65            |
| Нідерланди (Dutch Top 40)                    | 12            |
| Нідерланди (Mega Single Top 100)             | 19            |
| Netherlands (Dutch Dance Top 30)             | 6             |
| New Zealand Hot Singles (RMNZ)               | 11            |
| Португалія (AFP)                             | 94            |
| Romania (Airplay 100)                        | 74            |
| Словаччина (Singles Digitál Top 100)         | 35            |
| Sweden (Sverigetopplistan)                   | 29            |
| Швейцарія (Media Control AG)                 | 45            |
| США (Hot Dance/Electronic Songs) (Billboard) | 16            |

| Chart (2018)                              | Position |
| ----------------------------------------- | -------- |
| Netherlands (Dutch Top 40)                | 59       |
| Netherlands (Single Top 100)              | 62       |
| US Hot Dance/Electronic Songs (Billboard) | 54       |
| Chart (2019)                              | Position |
| Netherlands (Dutch Top 40)                | 90       |

## Сертифікати
| Регіон                                                      | Сертифікація | Продажі |
| ----------------------------------------------------------- | ------------ | ------- |
| Канада (Music Canada)                                       | Золотий      | 40 000  |
| Франція (SNEP)                                              | Золотий      | 100 000 |
| Італія (FIMI)                                               | Золотий      | 25 000  |
| Мексика (AMPROFON)                                          | Платиновий   | 60 000  |
| Польща (ZPAV)                                               | Платиновий   | 20 000  |
| Португалія (AFP)                                            | Золотий      | 5000    |
| продажі+прослуховування, що базуються лише на сертифікаціях |              |         |